# 스파이더맨: 노 웨이 홈
《스파이더맨: 노 웨이 홈》(영어: Spider-Man: No Way Home)은 2021년 개봉한 미국의 슈퍼히어로 영화이다. 2019년 영화 《스파이더맨: 파 프롬 홈》의 후속작이자, 마블 시네마틱 유니버스(MCU)의 27번째 작품이다. 감독은 전편과 같은 존 왓츠가 맡았으며, 각본 역시 전편에 참여했던 크리스 매케나와 에릭 소머즈가 맡았다.

## 줄거리
전작 《스파이더맨: 파 프롬 홈》에서 미스테리오가 스파이더맨이 살인자라고 누명을 씌우고, 정체를 공개한 장면부터 시작된다. 주변 사람들로부터 관심이 쏠린 피터 파커와 MJ는 웹슈터로 현장을 벗어나 집으로 가지만, 집 근처에도 많은 사람들이 온다. 이후, 피터, MJ, 네드, 큰엄마 메이는 경찰에 조사받는다. 변호사 맷 머독이 증거불충분으로 기소되지는 않는다고 말하지만 대중들은 스파이더맨을 살인자라며 비난한다.
미스테리오 때문에 자신의 일상이 엉망이 된 피터, 자신이 끌어들인 네드와 MJ까지 논란으로 인해 MIT 진학이 좌절되자 피터는 닥터 스트레인지를 찾아가 과거를 바꿔달라고 하지만 그는 거절한다. 대신 다른 사람들이 피터 파커가 스파이더맨이었다는 기억을 없애주기로 한다. 그러나 피터는 폭로 이전에 자신의 정체를 알던 이들은 예외로 해달라며 주문을 방해하고 스트레인지의 마법은 실패한다. 이로 인해 오히려 스파이더맨의 정체를 알던 평행우주의 인물들이 넘어오게 된다.
피터는 플래시 톰슨의 도움으로 MIT에 한 번 더 기회를 요청하기 위해 공항으로 가던 부총장보를 만나려 한다. 부총장보를 만났지만 갑자기 도로에서 스파이더맨: 트릴로지2의 닥터 옥토퍼스가 나타난다. 피터는 닥터 옥토퍼스를 제압하고 부총장보에게 입학 허가를 받았지만, 2002년 작 스파이더맨의 그린 고블린이 나타난다. 그 때 닥터 스트레인지의 도움으로 생텀으로 온 피터는 닥터 옥토퍼스와 함께 잡혀 있던 어메이징 스파이더맨의 리저드도 보게 된다. 스트레인지는 평행우주의 인물들을 막으려 했지만 일부가 우리 차원으로 넘어왔다고 말하며 피터에게 사건 해결을 촉구한다.
네드와 MJ의 도움으로 스파이더맨 3의 샌드맨과 어메이징 스파이더맨 2의 일렉트로를 만나고 둘을 모두 잡게 된다. 사악한 그린 고블린의 인격에서 잠시 벗어난 노먼 오스본은 메이의 일터로 가고, 피터와 함께 생텀의 지하로 간다. 닥터 스트레인지는 그들을 되돌려 보내려고 하지만, 죽을 운명이었던 스파이더맨의 숙적들을 지키기 위해 피터와 스트레인지는 마법 상자를 놓고 싸운다. 스트레인지를 미러 디멘션에 고립시키기에 성공한 피터는 빌런들을 풀어주고 그들의 신체적/정신적 이상을 해결하고 돌려보내기위한 연구를 진행하고 닥터 옥토퍼스를 기계팔의 지배로부터 해방시킨다.
그러나 그린 고블린, 일렉트로, 리저드, 샌드맨은 스파이더맨을 공격하고 그 결과 그린 고블린에 의해 메이가 죽는다. 그린 고블린은 피터에게 메이가 말하는 도덕적 의무를 지키면서 자신의 재능을 썩힌다고 조롱하고 피터는 분노한다. 메이는 죽기 전에, 피터에게 "큰 힘에는 큰 책임이 따른다."라는 말을 하고 숨을 거둔다. 데일리 뷰글의 J 조나 제임슨은 스파이더맨이 지나간 자리에는 혼란만이 있다며 비난한다. 피터는 자신을 쫓아 온 데미지 컨트롤의 요원들을 피해 도망간다.
한편, MJ와 네드는 피터가 준 닥터 스트레인지의 슬링링으로 피터를 찾으려고 한다. 그렇게 찾은 키가 훤칠한 피터 파커는 그들이 알던 피터가 아닌 어메이징 스파이더맨 시리즈의 앤드류 가필드 버전의 스파이더맨이었다. 다시 피터를 찾기 위해 슬링링을 사용하니, 샘 레이미의 스파이더맨 3부작의 토비 맥과이어 버전의 스파이더맨이 등장한다. 두 스파이더맨은 네드와 MJ의 말을 듣고 피터가 힘들 때 도피처로 쓰던 공간을 찾아간다.
피터를 찾아간 친구들과 두 스파이더맨의 도움으로 피터는 다시 일어나고 세 스파이더맨은 데일리 뷰글을 통해 빌런들을 자유의 여신상에서 치료시키려는 계획을 세운다. 그리고 벌어진 세 스파이더맨과 샌드맨, 일렉트로, 리저드의 전투를 벌이고 난입한 닥터 옥토퍼스의 도움으로 셋 모두를 치료하게 된다.
네드가 슬링링을 돌리다가 다시 현실로 돌아온 닥터 스트레인지는 이방인들을 원래 차원으로 되돌리려 하지만 그린 고블린이 나타난다. 복수심에 가득 찬 피터는 그린 고블린을 죽일 기세로 때리고 그린 고블린의 글라이더로 그를 찔러 죽이려 하지만 토비 맥과이어의 스파이더맨이 저지한다. 그린 고블린은 피터를 막고 있는 토비 맥과이어의 스파이더맨의 등을 찌르지만 다른 스파이더맨의 호흡으로 모든 숙적들을 치료한다.
이방인들의 치료는 끝났지만 닥터 스트레인지는 마법 주문을 억누를 수 없는 상황에 처하고 피터는 피터 파커의 존재를 모든 사람들이 잊는다면 더 이상의 불청객이 오지 않게 될 것이라 스트레인지에게 말한다. 스트레인지는 이를 받아들여 모든 사람들에게서 피터 파커라는 존재의 기억을 지우는 마법을 사용한다. 피터는 다른 세계에서 온 스파이더맨들과 두 친구와 작별인사를 나누고 자신의 존재를 다시 말해주겠다고 약속한다. 다른 세계에서 온 사람들도 원래 세계로 돌아간다.
그 후, 모두가 피터를 잊게 되었고 피터는 자취를 시작한다. 메이의 무덤에서 그의 기억을 잊은 해피 호건과 대화를 나누고, 네드와 MJ에게 자신에 대해 말하려 하지만 MJ의 이마에 난 상처를 보고 친구들을 위해 진실을 말하기를 포기한다. 피터 파커는 자신만의 새 스파이더맨 슈트를 만들고 스파이더맨으로서 다시 활약한다.

## 출연진
- 톰 홀랜드 - 피터 파커/스파이더맨 (마블 시네마틱 유니버스) 역
- 젠데이아 콜먼 - 미셸 존스 역
- 베네딕트 컴버배치 - 스티븐 스트레인지 역
- 제이컵 배털론 - 네드 리즈 역
- 존 패브로 - 해럴드 "해피" 호건 역
- 제이미 폭스 - 맥스 딜런 / 일렉트로 역
- 윌럼 더포 - 노먼 오스본 / 그린 고블린 역
- 앨프리드 몰리나 - 오토 옥타비우스 박사 / 닥터 옥토퍼스 역
- 베네딕트 웡 - 웡 역
- 토니 레볼로리 - 유진 "플래시" 톰프슨 역
- 마리사 토메이 - 메이 파커 역
- 앤드류 가필드 - 피터 파커 / 스파이더맨 (어메이징 스파이더맨) 역
- 토비 맥과이어 - 피터 파커 / 스파이더맨 (트릴로지 스파이더맨)역
- 리스 이반스 - 커트 코너스 / 리저드 역
- 토머스 헤이든 처치 - 플린트 마르코 / 샌드맨 역
- 앵거리 라이스 - 베티 브랜트 역
- 해니벌 버리스 - 윌슨 코치 역
- 마틴 스타 - 로저 해링턴 역
- J. B. 스무브 - 줄리어스 델 역
- J. K. 시먼스 - J. 조나 제임슨 역
- 찰리 콕스 - 맷 머독 / 데어데블 역
- 폴라 뉴섬 - MIT 관리자 역
- 아리안 모아이드 - DODC 요원 클리어리 역
- 톰 하디 - 에디 브록 / 베놈 역 (쿠키 영상)

## 한국판 성우진
- 심규혁 - 피터 파커/스파이더맨(톰 홀랜드)
- 강수진 - 피터 파커/스파이더맨(토비 맥과이어) / 쿠엔틴 백/미스테리오(제이크 질렌할)
- 정재헌 - 피터 파커/스파이더맨(앤드류 가필드)
- 최한 - 닥터 스트레인지(베네딕트 컴버배치)
- 김서영 - 미셀(젠데이아 콜먼)
- 은영선 - 메이 파커(마리사 토메이)
- 김기철 - 해피 호건(존 파브로) / 리저드(리스 이판) / 에디 브록(톰 하디)
- 정미숙 - 베티(앵거리 라이스) / MIT 관리자(폴라 뉴섬)
- 장성호 - 네드(제이컵 배털론) / 샌드맨(토머스 헤이든 처치)
- 송준석 - 노먼 오스본/그린 고블린(윌럼 더포) / 선생님(J. B. 스무브)
- 홍진욱 - 닥터 옥토퍼스(알프리드 몰리나) / 웡(베네딕트 웡) / 맷 머독(찰리 콕스)
- 방성준 - 일렉트로(제이미 폭스) / 플래시(토니 레볼로리) / 선생님(마틴 스타) / 편집장(J.K. 시몬스)

## 음악
2020년 11월, '홈커밍'과 '파 프롬 홈'의 작곡가인 마이클 자치노가 컴백하는 것이 확정되었다. 2021년 12월 17일, 싱글곡 "Aracnoverture"가 발매되었고, 그 다음날 "Exit through the loddy"가 발매됐다.

## 후속작
2019년 8월, 노 웨이 홈과 함께 네 번째 영화가 개발 중에 있었다. 2021년 2월, 홀랜드는 마블과 소니와의 계약 하에 노 웨이 홈이 마지막 영화이긴 하지만, 앞으로도 스파이더맨을 계속 연기하기를 원한다고 밝혔다. 그해 7월 젠데이아는 또 다른 스파이더맨 영화가 만들어질지 모른다고 말했다. 10월에는 홀랜드가 노 웨이 홈이 스파이더맨: 홈커밍으로 시작된 "프랜차이즈의 끝"으로 취급되고, MCU 스파이더맨이 등장하는 이후의 솔로 영화들은 이번 3부작과는 다르며, 톤의 변화를 주어 "색다른 것"을 만들 것이라고 말했다. 또한 새 3부작 추가 제작이 확정되어 총 6편까지 제작하게 되었다. 이것은 존 왓츠가 아닌 다른 감독이 할 것으로 보여진다.